# Campionati del mondo di atletica leggera 2013 - 110 metri ostacoli

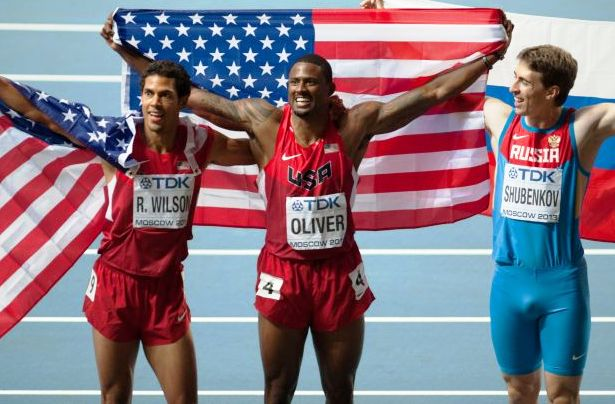
Ryan Wilson (argento), David Oliver (oro) e Sergej Šubenkov (bronzo).

La gara dei 110 metri ostacoli maschili si è svolta tra domenica 11 agosto e lunedì 12 agosto 2013.

## Podio
| Pos.    | Atleta          | Nazionalità | Tempo |
| ------- | --------------- | ----------- | ----- |
| Oro     | David Oliver    | Stati Uniti | 13"00 |
| Argento | Ryan Wilson     | Stati Uniti | 13"13 |
| Bronzo  | Sergej Šubenkov | Russia      | 13"24 |

## Situazione pre-gara

### Record
Prima di questa competizione, il record del mondo (WR) e il record dei campionati (CR) erano i seguenti.
| Record                | Prestazione | Atleta                    | Data                               | Competizione              |
| --------------------- | ----------- | ------------------------- | ---------------------------------- | ------------------------- |
| Record mondiale       | 12"80       | Aries Merritt Stati Uniti | 7 settembre 2012 Bruxelles, Belgio |                           |
| Record dei campionati | 12"91       | Colin Jackson Regno Unito | 20 agosto 1993 Stoccarda, Germania | Campionati del mondo 1993 |

### Campioni in carica
I campioni in carica, a livello mondiale e olimpico, erano:
| Campione | Atleta                       | Prestazione | Data                                | Competizione               |
| -------- | ---------------------------- | ----------- | ----------------------------------- | -------------------------- |
| Olimpico | Aries Merritt Stati Uniti    | 12"92       | 8 agosto 2012 Londra, Regno Unito   | Giochi della XXX Olimpiade |
| Mondiale | Jason Richardson Stati Uniti | 13"16       | 29 agosto 2011 Taegu, Corea del Sud | Campionati del mondo 2011  |

### La stagione
Prima di questa gara, gli atleti con le migliori tre prestazioni dell'anno erano:
| Pos. | Atleta                    | Prestazione | Data                                         |
| ---- | ------------------------- | ----------- | -------------------------------------------- |
| 1    | David Oliver Stati Uniti  | 13"03       | 4 luglio 2013 Losanna, Svizzera              |
| 2    | Hansle Parchment Giamaica | 13"05       | 1º giugno 2013 Eugene, Stati Uniti d'America |
| 3    | Orlando Ortega Cuba       | 13"08       | 1º giugno 2013 Eugene, Stati Uniti d'America |

## Risultati
| LEGENDA: | NR | Record Nazionale | PB | Primato personale | SB | Primato stagionale |

### Batterie
Qualificazione: i primi tre di ogni serie (Q) e i tre tempi migliori tra gli esclusi (q) si qualificano alle semifinali.
| Pos. | Batteria | Corsia | Nome                    | Nazionalità             | Tempo | Note  |
| ---- | -------- | ------ | ----------------------- | ----------------------- | ----- | ----- |
| 1    | 4        | 5      | David Oliver            | Stati Uniti             | 13.05 | Q     |
| 2    | 4        | 2      | Sergej Šubenkov         | Russia                  | 13.16 | Q, SB |
| 3    | 4        | 6      | Andrew Riley            | Giamaica                | 13.27 | Q     |
| 4    | 3        | 3      | Aries Merritt           | Stati Uniti             | 13.32 | Q     |
| 5    | 1        | 3      | Jason Richardson        | Stati Uniti             | 13.33 | Q     |
| 5    | 3        | 8      | Thomas Martinot-Lagarde | Francia                 | 13.33 | Q     |
| 7    | 3        | 6      | Balázs Baji             | Ungheria                | 13.36 | Q, PB |
| 8    | 2        | 8      | Ryan Wilson             | Stati Uniti             | 13.37 | Q     |
| 9    | 1        | 8      | Konstantin Shabanov     | Russia                  | 13.38 | Q, SB |
| 9    | 2        | 6      | Wayne Davis II          | Trinidad e Tobago       | 13.38 | Q, SB |
| 11   | 1        | 7      | Ryan Brathwaite         | Barbados                | 13.40 | Q     |
| 12   | 1        | 2      | Mikel Thomas            | Trinidad e Tobago       | 13.41 | q     |
| 13   | 1        | 4      | Hansle Parchment        | Giamaica                | 13.43 | q     |
| 14   | 4        | 3      | Artur Noga              | Polonia                 | 13.44 | q     |
| 15   | 3        | 7      | Gregory Sedoc           | Paesi Bassi             | 13.50 | q, SB |
| 16   | 2        | 9      | William Sharman         | Regno Unito             | 13.51 | Q     |
| 17   | 1        | 1      | Martin Mazác            | Rep. Ceca               | 13.52 |       |
| 17   | 1        | 5      | Eddie Lovett            | Isole Vergini Americane | 13.52 |       |
| 19   | 4        | 4      | Konstadinos Douvalidis  | Grecia                  | 13.55 |       |
| 20   | 4        | 1      | Ignacio Morales         | Cuba                    | 13.59 |       |
| 21   | 2        | 3      | Xie Wenjun              | Cina                    | 13.59 |       |
| 22   | 2        | 2      | Pascal Martinot-Lagarde | Francia                 | 13.63 |       |
| 23   | 2        | 7      | Philip Nossmy           | Svezia                  | 13.66 |       |
| 24   | 3        | 5      | Erik Balnuweit          | Germania                | 13.68 |       |
| 25   | 3        | 4      | Orlando Ortega          | Cuba                    | 13.69 |       |
| 26   | 1        | 9      | Jiang Fan               | Cina                    | 13.87 |       |
| 27   | 4        | 9      | Greggmar Swift          | Barbados                | 13.79 |       |
| 28   | 2        | 5      | Jorge McFarlane         | Perù                    | 13.93 |       |
| 29   | 4        | 7      | Rayzam Shah Wan Sofian  | Malaysia                | 14.45 |       |
| 30   | 3        | 9      | Othmane Hadj Lazib      | Algeria                 | 14.51 |       |
| 31   | 4        | 8      | Lac Jamras Rittidet     | Thailandia              | 14.71 |       |
| 32   | 1        | 6      | Iong Kim Fai            | Macao                   | 15.10 |       |
| 33   | 2        | 4      | Xaysa Anousone          | Laos                    | 16.21 | SB    |
|      | 3        | 2      | Dwight Thomas           | Giamaica                | DNS   |       |

### Semifinale
Qualificazione: i primi tre di ogni serie (Q) e i due tempi migliori tra gli esclusi (q) si qualificano alla finale.
| Pos. | Batteria | Corsia | Nome                    | Nazionalità       | Tempo | Note |
| ---- | -------- | ------ | ----------------------- | ----------------- | ----- | ---- |
| 1    | 2        | 7      | Sergej Šubenkov         | Russia            | 13.17 | Q    |
| 2    | 2        | 4      | David Oliver            | Stati Uniti       | 13.18 | Q    |
| 3    | 2        | 6      | Ryan Wilson             | Stati Uniti       | 13.20 | Q    |
| 4    | 2        | 9      | Andrew Riley            | Giamaica          | 13.30 | q    |
| 5    | 1        | 5      | Jason Richardson        | Stati Uniti       | 13.34 | Q    |
| 5    | 2        | 8      | William Sharman         | Regno Unito       | 13.34 | q    |
| 7    | 2        | 2      | Artur Noga              | Polonia           | 13.35 |      |
| 8    | 1        | 6      | Thomas Martinot-Lagarde | Francia           | 13.39 | Q    |
| 9    | 1        | 7      | Aries Merritt           | Stati Uniti       | 13.44 | Q    |
| 10   | 1        | 3      | Mikel Thomas            | Trinidad e Tobago | 13.46 |      |
| 11   | 2        | 5      | Wayne Davis II          | Trinidad e Tobago | 13.47 |      |
| 12   | 1        | 9      | Balázs Baji             | Ungheria          | 13.49 |      |
| 13   | 2        | 3      | Gregory Sedoc           | Paesi Bassi       | 13.54 |      |
| 14   | 1        | 8      | Ryan Brathwaite         | Barbados          | 13.64 |      |
|      | 1        | 2      | Hansle Parchment        | Giamaica          | DNF   |      |
|      | 1        | 4      | Konstantin Shabanov     | Russia            | DNF   |      |

### Finale
| Pos. | Corsia | Nome                    | Nazionalità | Tempo | Note |
| ---- | ------ | ----------------------- | ----------- | ----- | ---- |
|      | 4      | David Oliver            | Stati Uniti | 13.00 | WL   |
|      | 9      | Ryan Wilson             | Stati Uniti | 13.13 |      |
|      | 5      | Sergej Šubenkov         | Russia      | 13.24 |      |
| 4    | 7      | Jason Richardson        | Stati Uniti | 13.27 |      |
| 5    | 2      | William Sharman         | Regno Unito | 13.30 |      |
| 6    | 8      | Aries Merritt           | Stati Uniti | 13.31 |      |
| 7    | 6      | Thomas Martinot-Lagarde | Francia     | 13.42 |      |
| 8    | 3      | Andrew Riley            | Giamaica    | 13.51 |      |